# Kościół św. Stanisława Kostki w Złejwsi Wielkiej

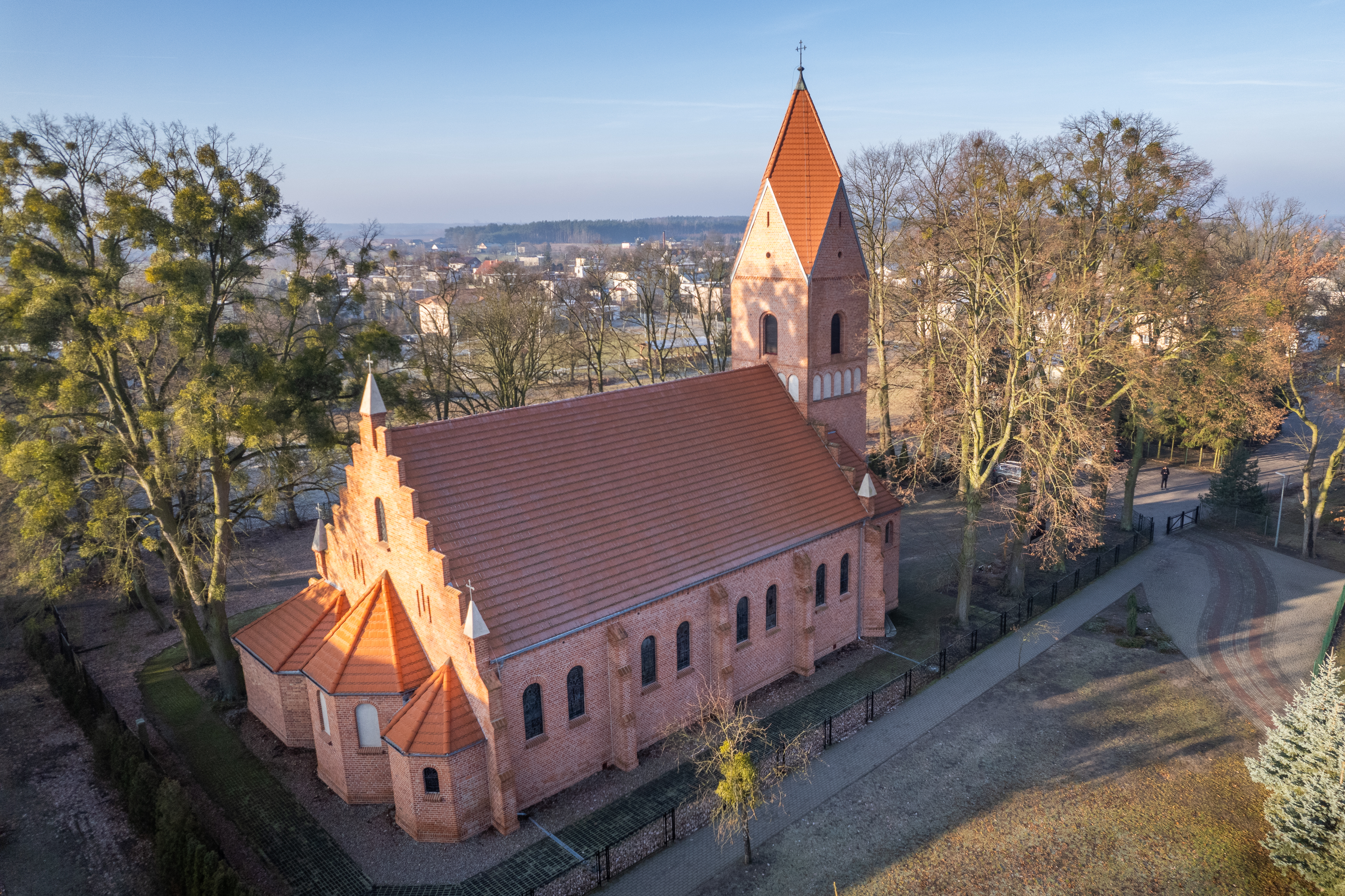
Widok z lotu ptaka

Kościół św. Stanisława Kostki w Złejwsi Wielkiej – katolicka świątynia parafialna w miejscowości Zławieś Wielka. Wzniesiono ją u schyłku XIX wieku jako kościół ewangelicki. Należy do parafii św. Stanisława Kostki w Złejwsi Wielkiej.

## Historia
W XIX przytłaczającą większość ludności wsi stanowili niemieccy ewangelicy i osadnicy olęderscy. W 1894 zatwierdzono plan budowy kościoła. W 1895 położono kamień węgielny. W 1896 dokonano zakupu organów elbląskiej firmy Wittek. W 1898 zakończono pierwszą fazę budowy. Dopiero później dobudowano wieżę, którą po jakimś czasie podwyższono. Bryłę uzupełniono później o kruchtę po lewej stronie głównego wejścia. Obiekt posiadał dzwony. Na wieży umieszczono tarcze zegarowe, jednak ze względu na wybuch I wojny światowej zegar nie został uruchomiony. Podczas wojny władze dokonały konfiskaty dzwonów kościelnych.
W latach 1904–1905 obok kościoła wybudowano pastorówkę dla pierwszego powołanego w 1903 pastora pomocniczego.
W okresie II Rzeczypospolitej kościół należał do gminy ewangelickiej znajdującej się w strukturach superintendentury (diecezji) toruńskiej Ewangelickiego Kościoła Unijnego. W 1937 parafia liczyła 900 wiernych. Kościół służył ewangelikom do 1945, po czym został ograbiony. W 1948 został przejęty został na potrzeby kultu katolickiego.

## Architektura
Kościół zbudowany został w stylu neoromańskim i przetrwał do czasów współczesnych w niezmienionej formie architektonicznej.